# Ранко (озеро)
Ранко (ісп. El lago Ranco) — озеро в провінції Ранко регіону Лос-Ріос Чилі.

## Географія

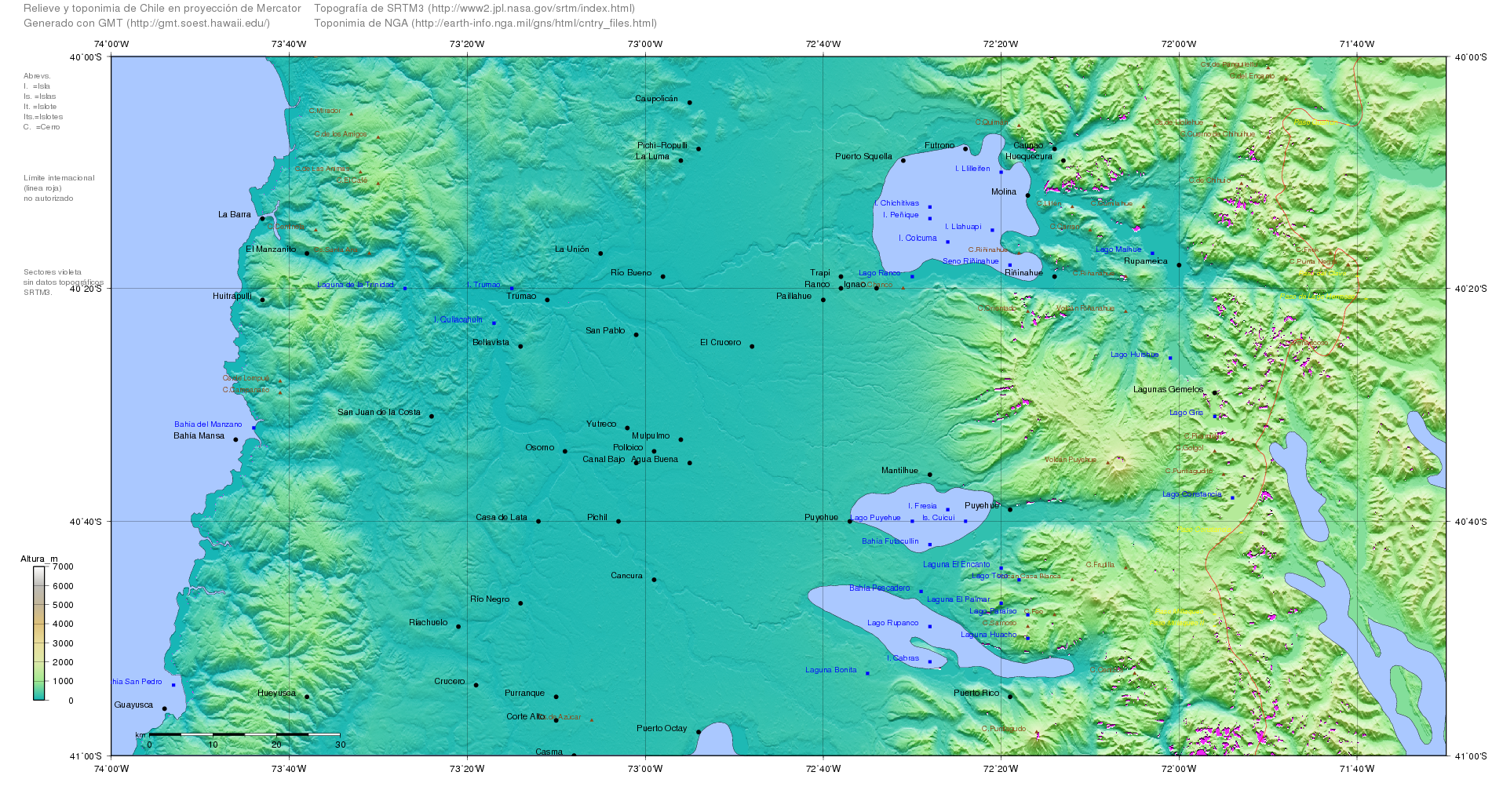
Озеро Ранко (найбільше) у верхній частині карти

Озеро є четвертим за величиною озером Чилі. Географічно лежить у передгір'ї між Центральною долиною і Андами. Озеро має ряд островів, найбільший з яких Гуапі. Стік по річці Ріо-Буено, яка впадає в Тихий океан в районі мису Ескалера. На південно-західному березі озера розташовується селище Лаго-Ранко, на південно-східному — Раньїнауе, на західному — Пуерто-Нуево, на північному — Футроно, на північно-східному — Льїфен.